# Драфт ВНБА 2013 года
Драфт ВНБА 2013 года прошёл 15 апреля, в понедельник, в штаб-квартире кабельного канала ESPN в городе Бристоль, штат Коннектикут. К участию в драфте были допущены игроки после окончания колледжа и игроки-иностранцы. Лотерея драфта состоялась 26 сентября 2012 года, по результатам которой право выбора под первым номером получил клуб «Финикс Меркури», который тот использовал на 22-летнюю Бриттни Грайнер, центровую из Бэйлорского университета. Первый раунд драфта транслировался на кабельном спортивном канале ESPN2 (в формате HD) в восемь часов вечера по Североамериканскому восточному времени (EDT), в то время как второй и третий раунды были показаны на канале ESPNU на час позднее.
Всего на этом драфте было выбрано 36 баскетболисток, из них 30 из США и по одной из Канады (Кайла Александер), Бельгии (Эмма Миссеман), Франции (Диандра Чачуанг), Ямайки (Шеннейка Смит), Турции (Олджай Чакыр) и Украины (Алина Ягупова). Помимо этого форвард Диандра Чачуанг имеет камерунские корни.

## Легенда к драфту
|  | Выделены игроки, выбранные в Баскетбольный зал славы                      |
|  | Выделены участники Матча всех звёзд ВНБА и игроки сборной всех звёзд ВНБА |
|  | Выделены участники Матча всех звёзд ВНБА                                  |
|  | Выделены игроки сборной всех звёзд ВНБА                                   |
|  | Выделены игроки, не игравшие в ВНБА                                       |

## Лотерея драфта
Лотерея драфта была проведена 26 сентября 2012 года, чтобы определить порядок выбора первой четвёрки команд предстоящего драфта, которая впервые в истории ВНБА транслировалась по телевидению на кабельном канале SportsCenter в 6:30 вечера по Североамериканскому восточному времени (EDT). Команда «Финикс Меркури» выиграла в ней право выбирать первой, в то время как «Чикаго Скай» и «Талса Шок» были удостоены второго и третьего выбора соответственно. Оставшиеся выборы первого раунда, а также все выборы второго и третьего раундов осуществлялись командами в обратном порядке их итогового положения в регулярном чемпионате прошедшего сезона.
В этой таблице представлены шансы четырёх худших команд прошлого сезона, не попавших в плей-офф, которые боролись за шанс получить первый номер выбора на лотерее предстоящего драфта, округлённые до трёх знаков после запятой:
| Худшие команды прошлого сезона                                                             | Баланс побед и поражений четырёх худших команд прошлого сезона | Шансы на выигрыш первого номера драфта | Номер выбора на драфте | Номер выбора на драфте | Номер выбора на драфте | Номер выбора на драфте |
| Худшие команды прошлого сезона                                                             | Баланс побед и поражений четырёх худших команд прошлого сезона | Шансы на выигрыш первого номера драфта | 1-й                    | 2-й                    | 3-й                    | 4-й                    |
| ------------------------------------------------------------------------------------------ | -------------------------------------------------------------- | -------------------------------------- | ---------------------- | ---------------------- | ---------------------- | ---------------------- |
| Вашингтон Мистикс                                                                          | 5–29                                                           | 442                                    | 0,442                  | 0,316                  | 0,181                  | 0,062                  |
| Финикс Меркури                                                                             | 7–27                                                           | 276                                    | 0,276                  | 0,310                  | 0,270                  | 0,144                  |
| Талса Шок                                                                                  | 9–25                                                           | 178                                    | 0,178                  | 0,230                  | 0,317                  | 0,275                  |
| Чикаго Скай                                                                                | 14–20                                                          | 104                                    | 0,104                  | 0,145                  | 0,232                  | 0,520                  |
| Примечание: Закрашенные сегменты таблицы обозначают фактические результаты лотереи драфта. |                                                                |                                        |                        |                        |                        |                        |

## Приглашённые игроки
11 апреля 2013 года на официальном сайте ВНБА был опубликован список из двенадцати игроков, специально приглашённых для участия в этом драфте:
| - Алекс Бентли (Пенн Стэйт) - Келси Боун (Техас A&M) - Лейшиа Кларендон (Калифорния - Елена Делле Донн (Делавэр) | - Скайлар Диггинс (Нотр-Дам) - Келли Фэрис (Коннектикут) - Бриттни Грайнер (Бэйлор) - Тианна Хокинс (Мэриленд) | - Тэйлер Хилл (Огайо Стэйт) - Линдсей Мур (Небраска) - Шугар Роджерс (Джорджтаун) - Тони Янг (Оклахома Стэйт). |

## Сделки
- 2 февраля 2012 года команда «Миннесота Линкс» сначала подписала контракт с Алексис Хорнбакл, а затем продала её в «Финикс Меркури», получив взамен право выбора во втором раунде драфта.
- 14 марта 2012 года клуб «Сан-Антонио Силвер Старз» получил право выбора во втором раунде драфта в результате продажи Сони Петрович в «Чикаго Скай»[3].
- 19 февраля 2013 года «Вашингтон Мистикс» получил право выбора под 7-м и 19-м номером драфта в рамках сделки по продаже Жасмин Томас в «Атланта Дрим», которая помимо этого получила право выбора под 13-м номером драфта.
- 27 февраля 2013 года «Нью-Йорк Либерти» получил право выбора под 7-м номером драфта в рамках сделки по продаже Киа Вон в «Вашингтон Мистикс», который помимо этого получила право выбора под 17-м номером драфта.
- 1 марта 2013 года состоялась трёхсторонняя сделка между командами «Нью-Йорк Либерти», «Миннесота Линкс» и «Талса Шок», в результате которой:
  - «Миннесота Линкс» продала Кэндис Уиггинс в «Талса Шок».
  - «Нью-Йорк Либерти» продала Николь Пауэлл в «Талса Шок».
  - «Нью-Йорк Либерти» продала Джанель Маккарвилл в «Миннесота Линкс».
  - «Талса Шок» продала права на Деанну Нолан в «Нью-Йорк Либерти».
  - «Нью-Йорк Либерти» получил право выбора под 15-м и 27-м номером драфта от «Талса Шок».
  - «Талса Шок» получила право выбора под 29-м номером драфта от «Нью-Йорк Либерти».
- 15 апреля 2013 года «Нью-Йорк Либерти» получил право выбора под 25-м номером драфта в рамках сделки по продаже Кванитры Холлингсворт в «Вашингтон Мистикс»[4].

## Первый раунд

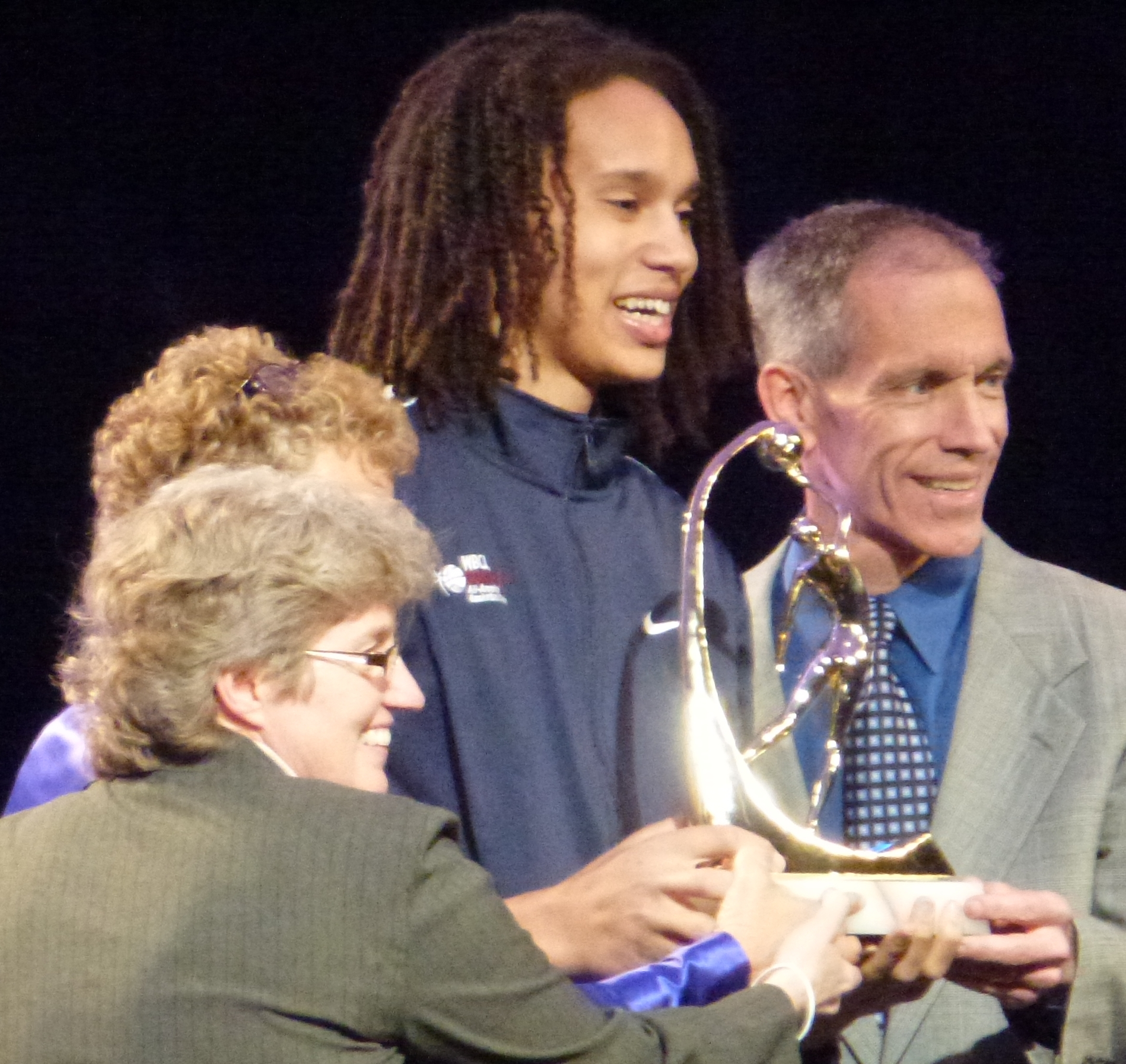
Бриттни Грайнер, 1-й номер драфта

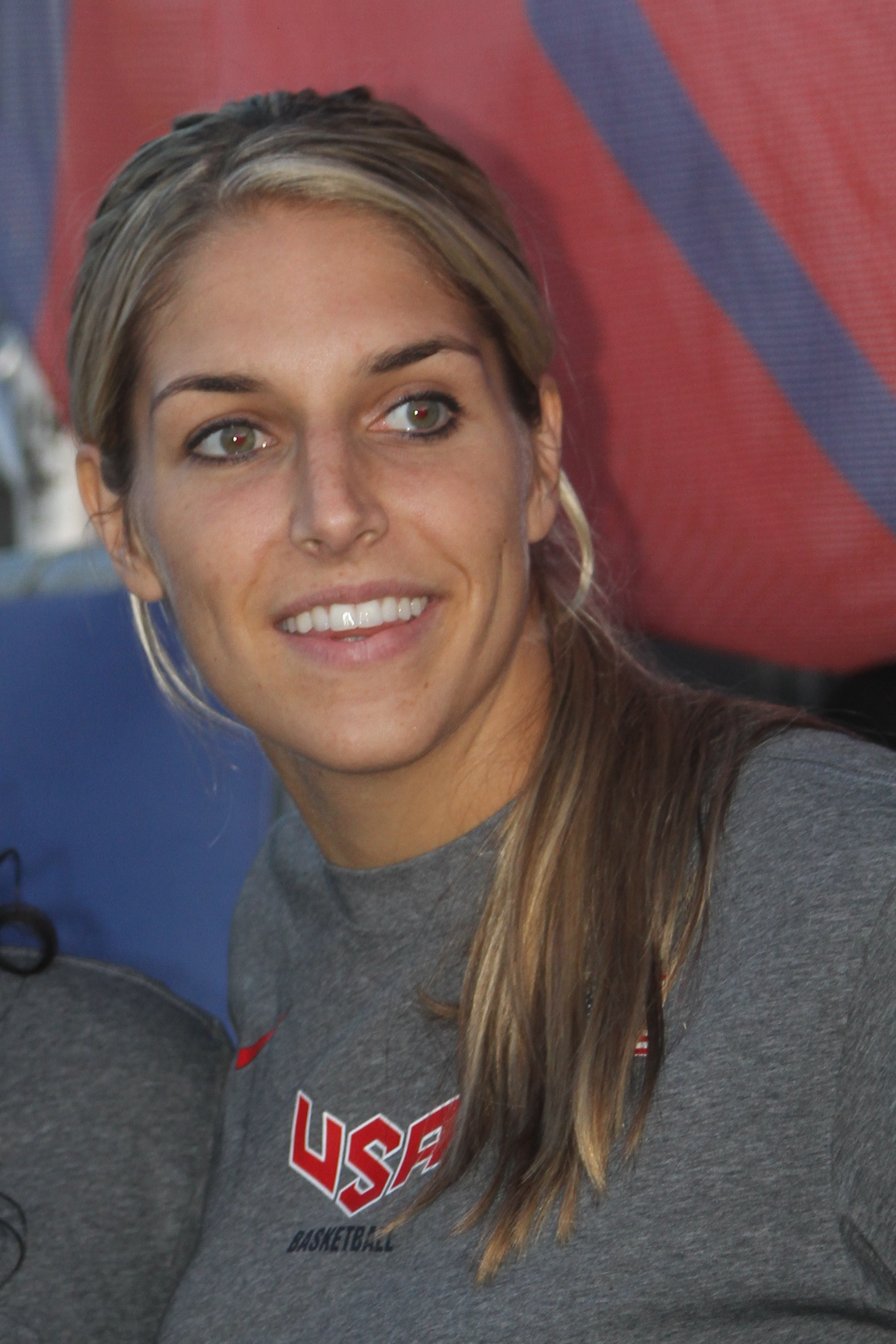
Елена Делле Донн, 2-й номер драфта

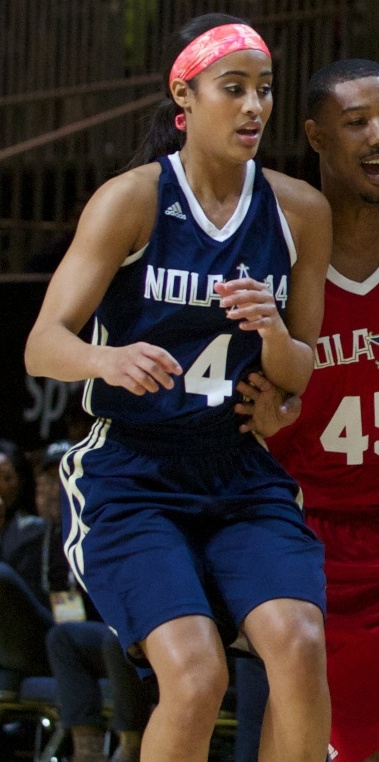
Скайлар Диггинс, 3-й номер драфта

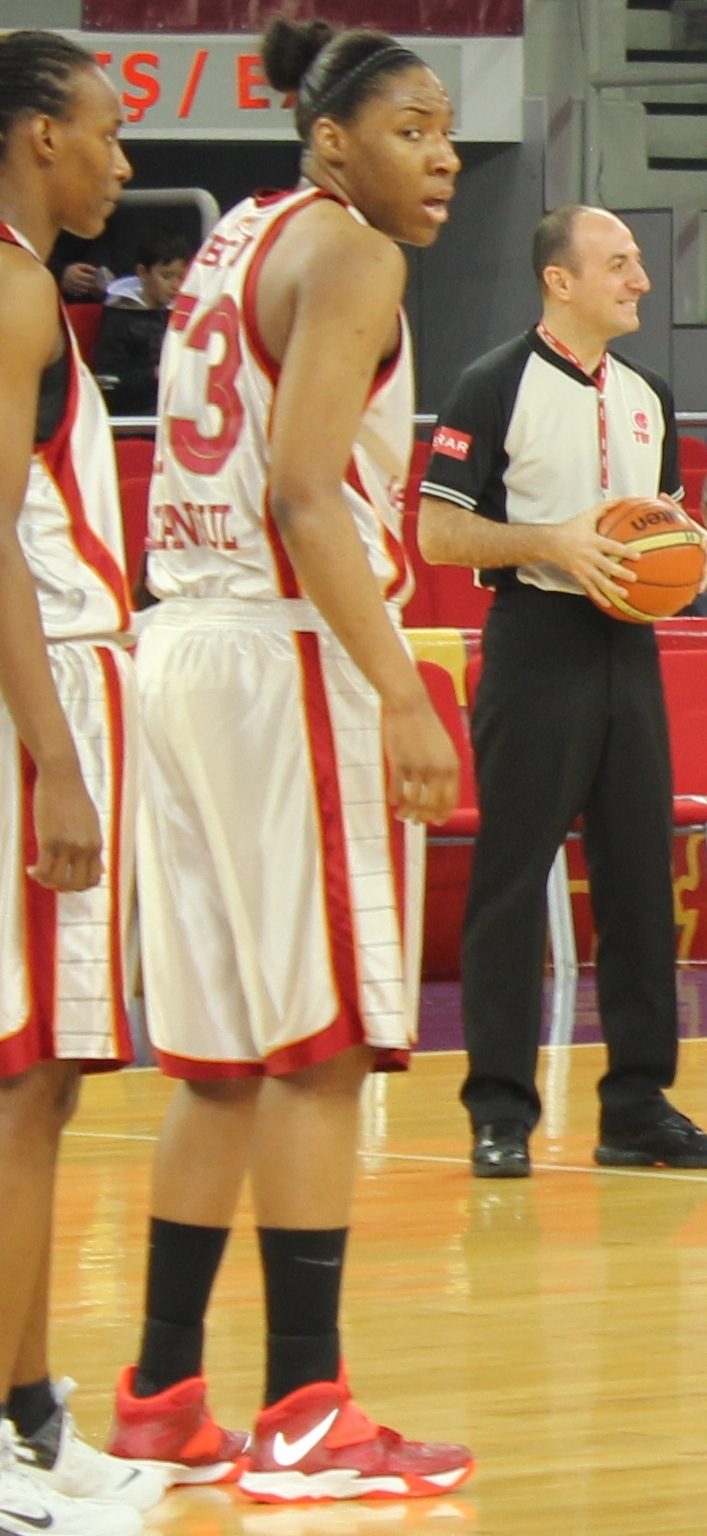
Келси Боун, 5-й номер драфта

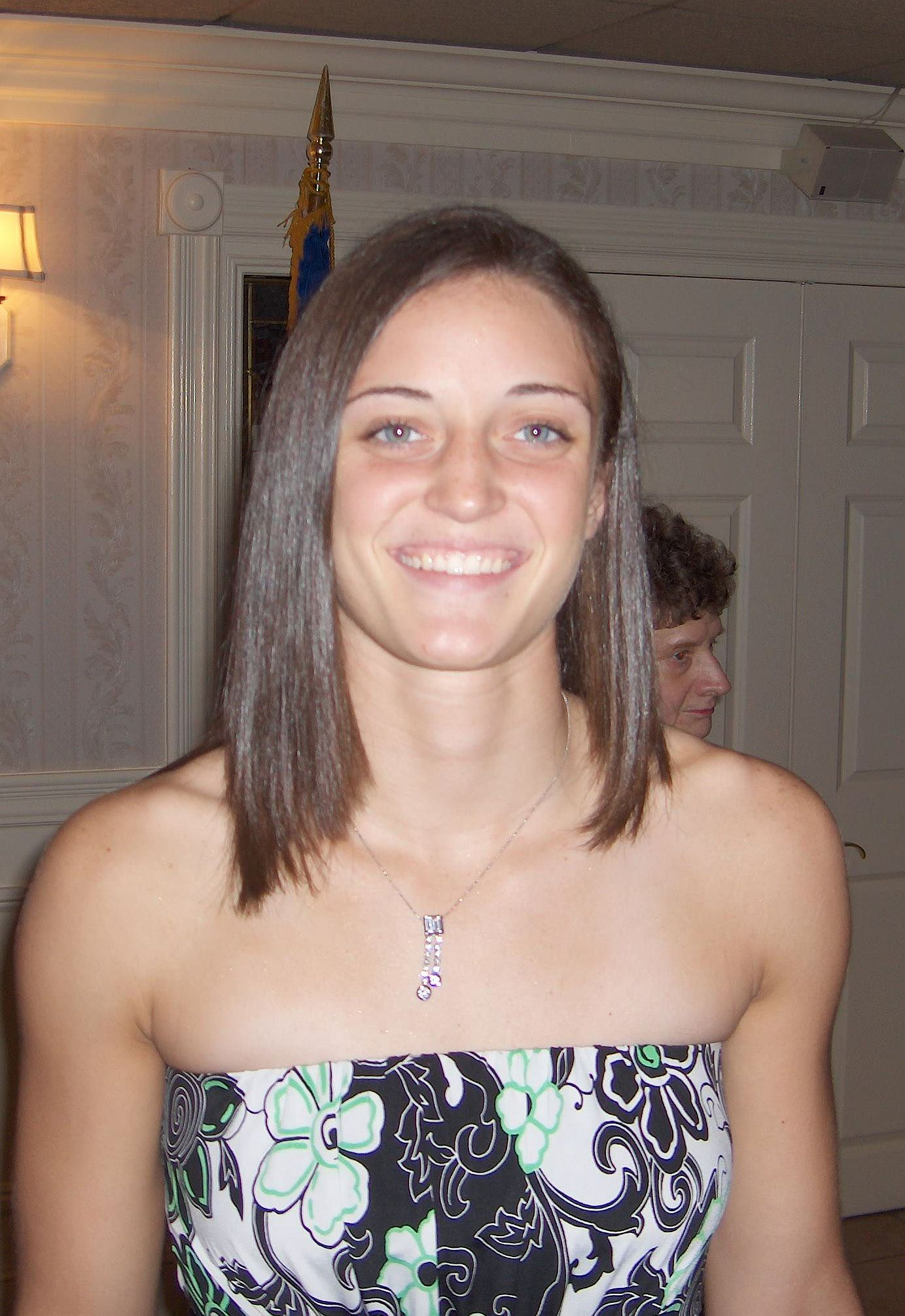
Келли Фэрис, 11-й номер драфта

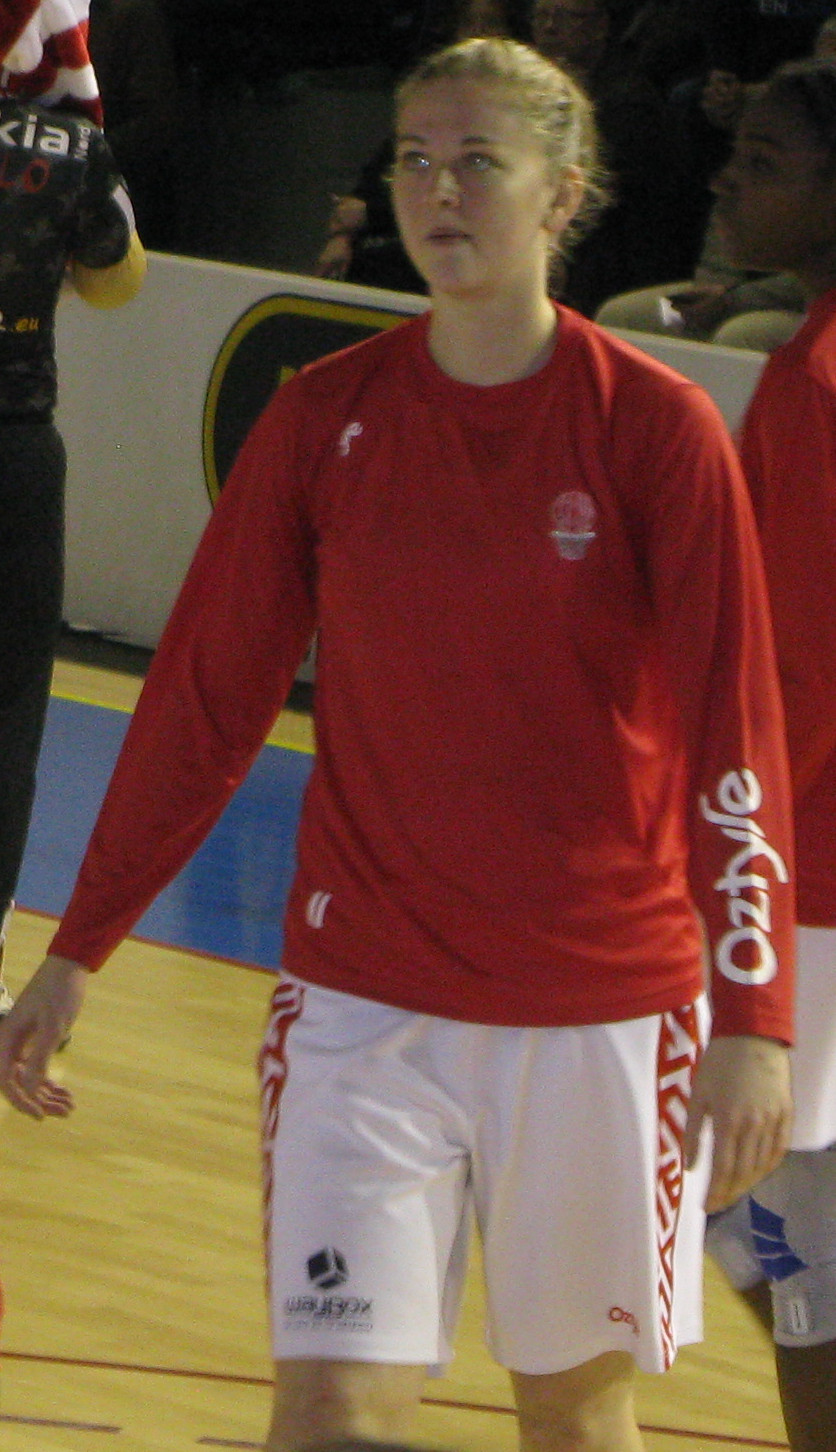
Эмма Миссеман, 19-й номер драфта

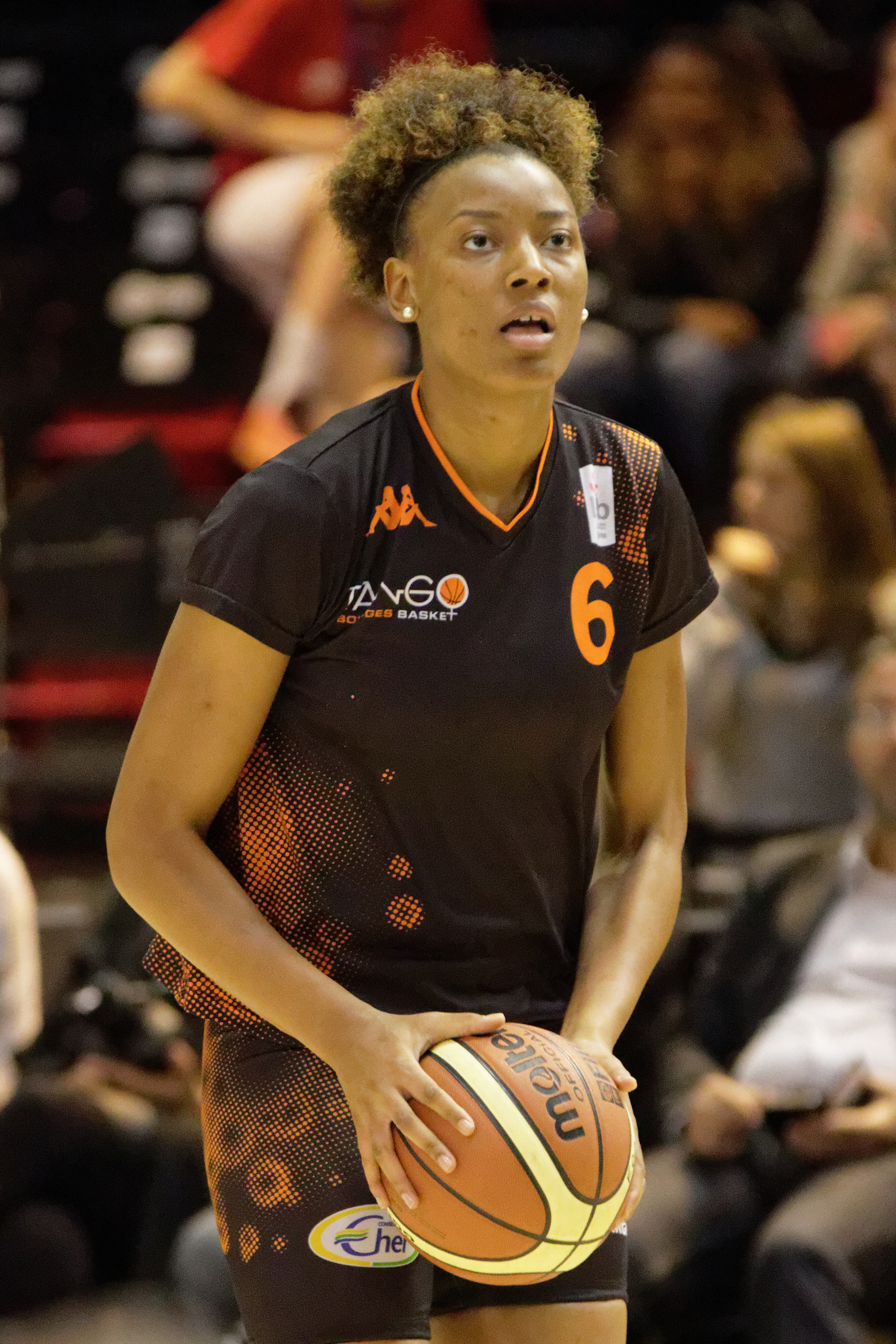
Диандра Чачуанг, 20-й номер драфта

| Выбор | Игрок            | Позиция             | Гражданство | Команда драфта                                                          | Университет/ Бывшая команда              |
| ----- | ---------------- | ------------------- | ----------- | ----------------------------------------------------------------------- | ---------------------------------------- |
| 1     | Бриттни Грайнер  | Центровая           | США         | Финикс Меркури                                                          | Бэйлорский университет                   |
| 2     | Елена Делле Донн | Защитник / Форвард  | США         | Чикаго Скай                                                             | Университет Делавэра                     |
| 3     | Скайлар Диггинс  | Защитник            | США         | Талса Шок                                                               | Университет Нотр-Дам                     |
| 4     | Тэйлер Хилл      | Защитник            | США         | Вашингтон Мистикс                                                       | Университет штата Огайо                  |
| 5     | Келси Боун       | Форвард / Центровая | США         | Нью-Йорк Либерти                                                        | Техасский университет A&M                |
| 6     | Тианна Хокинс    | Форвард             | США         | Сиэтл Шторм                                                             | Мэрилендский университет в Колледж-Парке |
| 7     | Тони Янг         | Форвард             | США         | Нью-Йорк Либерти (право выбора от Атланта Дрим через Вашингтон Мистикс) | Университет штата Оклахома в Стиллуотере |
| 8     | Кайла Александер | Центровая           | Канада      | Сан-Антонио Силвер Старз                                                | Сиракьюсский университет                 |
| 9     | Лейшиа Кларендон | Защитник            | США         | Индиана Фивер                                                           | Калифорнийский университет в Беркли      |
| 10    | А’диа Мэтис      | Защитник            | США         | Лос-Анджелес Спаркс                                                     | Университет Кентукки                     |
| 11    | Келли Фэрис      | Защитник            | США         | Коннектикут Сан                                                         | Университет Коннектикута                 |
| 12    | Линдсей Мур      | Защитник            | США         | Миннесота Линкс                                                         | Университет Небраски в Линкольне         |

## Второй раунд
| Выбор | Игрок            | Позиция   | Гражданство | Команда драфта                                         | Университет/ Бывшая команда        |
| ----- | ---------------- | --------- | ----------- | ------------------------------------------------------ | ---------------------------------- |
| 13    | Алекс Бентли     | Защитник  | США         | Атланта Дрим (право выбора от Вашингтон Мистикс)       | Университет штата Пенсильвания     |
| 14    | Шугар Роджерс    | Защитник  | США         | Миннесота Линкс (право выбора от Финикс Меркури)       | Джорджтаунский университет         |
| 15    | Камико Уильямс   | Защитник  | США         | Нью-Йорк Либерти (право выбора от Талса Шок)           | Университет Теннесси               |
| 16    | Дэвеллин Уайт    | Защитник  | США         | Сан-Антонио Силвер Старз (право выбора от Чикаго Скай) | Университет Аризоны                |
| 17    | Надира Маккенит  | Защитник  | США         | Вашингтон Мистикс (право выбора от Нью-Йорк Либерти)   | Университет Сент-Джонс             |
| 18    | Челси Поппенс    | Форвард   | США         | Сиэтл Шторм                                            | Университет штата Айова            |
| 19    | Эмма Миссеман    | Центровая | Бельгия     | Вашингтон Мистикс (право выбора от Атланта Дрим)       | ЕСБ Вильнёв-д’Аск                  |
| 20    | Диандра Чачуанг  | Форвард   | Франция     | Сан-Антонио Силвер Старз                               | Баскет Каталан Перпиньян           |
| 21    | Жасмин Хасселл   | Форвард   | США         | Индиана Фивер                                          | Университет Джорджии               |
| 22    | Бриттани Чамберс | Защитник  | США         | Лос-Анджелес Спаркс                                    | Университет штата Канзас           |
| 23    | Анна Принс       | Центровая | США         | Коннектикут Сан                                        | Университет штата Айова            |
| 24    | Чаки Джеффери    | Защитник  | США         | Миннесота Линкс                                        | Колорадский университет в Боулдере |

## Третий раунд
| Выбор | Игрок              | Позиция             | Гражданство | Команда драфта                                       | Университет/ Бывшая команда                |
| ----- | ------------------ | ------------------- | ----------- | ---------------------------------------------------- | ------------------------------------------ |
| 25    | Шеннейка Смит      | Защитник            | Ямайка      | Нью-Йорк Либерти (право выбора от Вашингтон Мистикс) | Университет Сент-Джонс                     |
| 26    | Никки Грин         | Центровая / Форвард | США         | Финикс Меркури                                       | Университет штата Пенсильвания             |
| 27    | Олджай Чакыр       | Защитник            | Турция      | Нью-Йорк Либерти (право выбора от Талса Шок)         | Фенербахче (Стамбул)                       |
| 28    | Бруклин Поуп       | Форвард             | США         | Чикаго Скай                                          | Бэйлорский университет                     |
| 29    | Энджел Гудрич      | Защитник            | США         | Талса Шок (право выбора от Нью-Йорк Либерти)         | Канзасский университет                     |
| 30    | Жасмин Джеймс      | Защитник            | США         | Сиэтл Шторм                                          | Университет Джорджии                       |
| 31    | Энн Мари Армстронг | Форвард / Защитник  | США         | Атланта Дрим                                         | Университет Джорджии                       |
| 32    | Уитни Хэнд         | Защитник            | США         | Сан-Антонио Силвер Старз                             | Университет Оклахомы                       |
| 33    | Дженнифер Джордж   | Защитник / Форвард  | США         | Индиана Фивер                                        | Университет Флориды                        |
| 34    | Алина Ягупова      | Защитник            | Украина     | Лос-Анджелес Спаркс                                  | Елисавет-Баскет (Кировоград)               |
| 35    | Андреа Смит        | Защитник            | США         | Коннектикут Сан                                      | Университет Южной Флориды                  |
| 36    | Уолти Ролль        | Центровая           | США         | Миннесота Линкс                                      | Университет Северной Каролины в Чапел-Хилл |

## Комментарии
1. ↑  Позднее этот выбор был признан недействительным[5].